# راله راشیچ
راله راشیچ (صربی: Rale Rasic؛ زادهٔ ۲۶ دسامبر ۱۹۳۵) بازیکن و مربی فوتبال صرب‌تبار اهل استرالیا بود.
از باشگاه‌هایی که در آن بازی کرده‌است می‌توان به باشگاه فوتبال بوراتس بانیا لوکا و باشگاه فوتبال وویوودینا اشاره کرد.
وی همچنین در تیم ملی فوتبال زیر ۲۱ سال یوگسلاوی بازی کرده‌است.